# نقر احتيالي

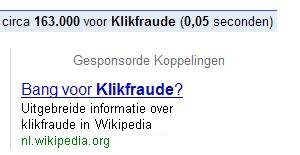

اَلنَّقْرُ اَلْاِحْتِيَالِيُّ (بالإنجليزية: Click Fraud) هو نوع من جرائم الإنترنت يحدث في نموذج الدفع وفقا للنقرات في الإعلان على شبكة الانترنت عندما يقوم شخص ما، أو برنامجٌ حاسوبيٌ أو برنامج مميكن بتقليد المستخدم الشرعي لمتصفح ويب وذلك بالضغط على أحد الإعلانات، بغرض تحميل تكلفة النقرات على المنافسين بدون تحقيق فائدة فعلية من هدف الربط الإعلاني. والنقر بالاحتيال هو موضوع مثير للجدل والنقاش بسبب كون الشبكات الإعلانية هي المستفيدة الرئيسية من عمليات الاحتيال تلك.